# USS Juneau (CL-52)
USS Juneau (CL-52) byl americký lehký křižník třídy Atlanta, který za druhé světové války bojoval v řadách Námořnictva Spojených států amerických na pacifickém bojišti. Juneau byl potopen 13. listopadu 1942 japonskou ponorkou I–26 po bitvě u Guadalcanalu, když se snažil ustoupit z bojiště.
Křížník je znám kvůli pěti bratrům Sullivanům, kteří všichni zahynuli při jeho potopení.
21. března 2018 byl vrak lodi objeven týmem Paula Allena.